# Казе Вале Карбоне (Пескара)
Казе Вале Карбоне (итал. Case Valle Carbone) је насеље у Италији у округу Пескара, региону Абруцо.
Према процени из 2011. у насељу је живело 23 становника. Насеље се налази на надморској висини од 118 м.